# Hội nghị quốc tế chống tham nhũng
Các Hội nghị quốc tế chống tham nhũng (International Anti-Corruption Conference, viết tắt là IACC) là một loạt hội nghị kinh doanh quốc tế được tổ chức do hội đồng IACC kết hợp với các chính phủ và các tổ chức địa phương, trong đó nhiệm vụ ban thư ký được Tổ chức Minh bạch Quốc tế đảm trách. Hội nghị này được tổ chức lần đầu vào năm 1983 tại Washington, D.C., và từ đó cứ cách 2 hoặc 3 năm tại được tổ chức tại một nước khác. Hội nghị IACC kỳ thứ 15 được tổ chức tại Brasilia vào tháng 11 năm 2012, dựa trên chủ đề "Huy động mọi người: kết nối các tác nhân của sự thay đổi". Hội nghị IACC kỳ thứ 16 được dự định tổ chức tại Putrajaya (Mã Lai) vào đầu tháng 9 năm 2015.

## Các thành phố chủ nhà của IACC
Dưới đây là danh sách các thành phố nơi các hội nghị IACC đã được tổ chức kể từ lúc khởi đẩu, vào năm 1983.
| Năm  | Thành phố       |
| ---- | --------------- |
| 1983 | Washington D.C. |
| 1985 | New York        |
| 1987 | Hong Kong       |
| 1989 | Sydney          |
| 1992 | Amsterdam       |
| 1993 | Cancun          |
| 1995 | Bắc Kinh        |
| 1997 | Lima            |
| 1999 | Durban          |
| 2001 | Praha           |
| 2003 | Seoul           |
| 2006 | Guatemala City  |
| 2008 | Athens          |
| 2010 | Bangkok         |
| 2012 | Brasilia        |

## IACC kỳ 14
Hội nghị IACC kỳ 14 được tổ chức tại Bangkok từ ngày 10 đến 13 tháng 11 năm 2010 với chủ đề "Khôi phục niềm tin: Hành động toàn cầu cho minh bạch ". Hội nghị được đồng chủ tọa bởi hội đồng IACC, ủy ban National Anti-Corruption Committee, Bộ Tư Pháp Hoàng Gia Thái Lan và Tổ chức Minh bạch Thái Lan (Transparency Thailand). Các đại biểu đến từ hơn 130 quốc gia đã có mặt tại hội nghị, trong đó có thủ tướng Thái Lan Abhisit Vejjajiva, tổng giám đốc Ngân hàng Thế giới Sri Mulyani Indrawati, chủ tịch Ngân hàng Phát triển châu Á Haruhiko Kuroda và chủ tịch Tổ chức Minh bạch Quốc tế Huguette Labelle.
Trong hội nghị, có 40 buổi hội thảo xoay quanh bốn thách thức toàn cầu được nhận diện:
- Khôi phục sự tin cậy lẫn nhau để phụng sự Hòa bình và An ninh
- Gia tăng minh bạch và tinh thần trách nhiệm trong các thị trường năng lượng và tài nguyên thiên nhiên
- Quản lý khí hậu: Đảm bảo một cam kết tập thể
- Tăng cường hành động toàn cầu cho một cộng đồng thế giới có trách nhiệm